# 哲学者クラテース (リベーラの絵画)
『哲学者クラテース』（てつがくしゃクラテース、西: Filósofo Crates、英: Philosopher Crates）は、17世紀スペイン・バロック期の巨匠ホセ・デ・リベーラが1636年にキャンバス上に油彩で描いた絵画である。画面右下に「Josephf de Ribera español /.F. 1636 / crate tebano (スペイン人フセぺ・デ・リベーラ/1636年制作/テーバイのクラテース)」という画家の署名と制作年、題名が記されている。作品は1989年以来、東京の国立西洋美術館に所蔵されている。

## 作品
リベーラは、イタリア・バロック絵画の巨匠カラヴァッジョから学んだ厳格な明暗法 (キアロスクーロ) と自然主義を推し進め、とりわけ2つの分野で大きな成功を収めた。すなわち、バルトロマイやセバスティアヌスなどの聖人の殉教図と、「乞食哲学者」と評される半身の古代哲学者像である。本作は、後者の典型的な作例となっている。伝統的な古代風の衣装と類型化された風貌によってではなく、当世風の質素な、あるいはみすぼらしい身なりをした実在の男性モデルを写実的に表現している点に、リベーラの個性が見られる。こうした哲学者像は評判となり、17世紀のナポリで繰り返し制作された。
この作品は、1636年にリヒテンシュタイン公からの依頼で制作された6点の哲学者連作のうちの1点である。片手に巻物を持ち、書物のページを指し示す初老の男がきわめて質素な身なりで表されている。画面右下の書き込みによれば、彼は古代ギリシアの哲学者クラテース (紀元前365-285年ごろ) である。彼は犬儒学派の哲学者で、財産を棄てて托鉢生活を送った。ストア派の創始者ゼノンの師にあたり、その醜貌で知られた人物でもあったらしい。とはいえ、リベーラはクラテースの醜い容貌を強調してはおらず、そのほかの事物も一般的なものである。卑俗な要素を強調せず、適度な理想化をともなう人物像表現や、初期作品に比べコントラストの落ち着いた明暗表現は、リベーラが古典主義的バロック様式へと移行していた1630年代半ばの作風を如実に表している。